# Alveolophragmiinae
Alveolophragmiinae es una subfamilia de foraminíferos bentónicos de la familia Cyclamminidae, de la superfamilia Loftusioidea, del suborden Loftusiina y del orden Loftusiida. Su rango cronoestratigráfico abarca desde el Paleoceno superior hasta la actualidad.

## Discusión
Clasificaciones previas incluían Alveolophragmiinae en el suborden Textulariina, en el orden Textulariida o en el orden Lituolida. Press, 93-102.</ref>

## Clasificación
Alveolophragmiinae incluye a los siguientes géneros:
- Alveolophragmium
- Popovia †
- Quasicyclammina †
- Reticulophragmoides †
- Reticulophragmium †
- Sabellovoluta †